# AvaiBook
AvaiBook es un Software Cloud de gestión de propiedades de Alquiler Vacacional. Es utilizado por Propietarios o Gestores de alquileres a corto plazo (Property Managers) que desean optimizar la gestión de sus apartamentos turísticos, casas de turismo rural, hoteles singulares o villas vacacionales.

## Historia
AvaiBook fue fundada en España en 2010 por Rafa Cruces y Pedro Embid, al identificar el enorme potencial del mercado de los alquileres a corto plazo y la falta de herramientas que facilitaran la gestión integral a los gestores de dichas propiedades. Por entonces estaba despegando Airbnb (fundada en 2008) con su modelo de reservas on-line, que era completamente disruptor en el mercado del Short-Term Rental, hasta el momento dominado por las transacciones off-line y basadas en consultas-respuestas. Muy pronto la visión de los fundadores de AvaiBook predijo que el modelo de reserva on-line se impondría, y que el mercado crecería enormemente, generando grandes oportunidades.
Las primeras versiones del software ofrecían un innovador motor de reservas con pagos on-line , y un sistema de gestión básico. Muy pronto los principales portales vacacionales y rurales españoles, Rentalia y Toprural -convertido luego en HomeAway y ahora Vrbo, confiaron en la tecnología de AvaiBook para implantar las reservas on-line en su plataforma. Lo que disparó la adopción en España sus primeros años hasta convertirse en líder en el segmento SMB. En 2014 AvaiBook comenzó operaciones en Italia, y en 2016 en Portugal.
AvaiBook atrajo pronto el interés de idealista.com, que había adquirido Rentalia, y apostó fuertemente por el proyecto hasta adquirir la mayoría de las acciones de la compañía y convertirse en el accionista de referencia.
Actualmente la compañía es liderada por Rafa Cruces, CEO y Cofundador, y forma parte de idealista.com.

## Resumen del producto
AvaiBook se describe a sí misma como un Software “todo en uno” (all-in-one) para propietarios y gestores de alojamientos turísticos/vacacionales. Integra un Channel Manager con conexiones oficiales a los principales portales (Airbnb, Booking.com, Rentalia, Vrbo, Expedia…). Un Motor de Reservas que los Property Managers pueden integrar en su propia página web. Un Sistema de Gestión PMS (Property Management System) con numerosas herramientas para gestionar los alojamientos, reservas, calendarios, anuncios, reservas y huéspedes, que permite automatizar y centralizar muchas de las tareas de gestión como el Registro de viajeros, las comunicaciones, las tareas operativas etc. Además la plataforma integra una Pasarela de Pagos con la que los gestores pueden gestionar los pagos de las reservas de forma segura.